# 桑原征平のおもしろ京都検定
『桑原征平のおもしろ京都検定』（くわばらしょうへいのおもしろきょうとけんてい）は、KBS京都・関西テレビ☆京都チャンネル共同製作のクイズ番組である。KBS京都では2006年4月3日から2009年3月30日まで放送。

## 概要
京都・観光文化検定（京都検定）をはじめとするご当地検定のブームを背景に、さらに京都の魅力を発見してもらおうとこの番組が開始された。
京都の歴史・伝統・文化を題材にしたクイズを出題するという方針は開始当初より変わっていないが、2008年春の改編を境に構成やルールが若干変わったため、便宜上分けて記載する。なお、放送日はいずれもKBS京都での放送を基準とする。

### 開始 - 2008年3月24日
番組は桑原征平の単独進行。毎回京都に在住または縁のある著名人4人（初期には3人）が解答者となり、毎回設けられたテーマに関する計4問のクイズに挑戦していた。出題方式は4者択一式が多く、他に記述式や近似値クイズなどもあった。
正解すればポイントとして、タワーを模した小さなトロフィーが与えられた（画面上では合わせて、番組タイトルが書かれた印が押された）。4問終了時点で最多ポイント獲得者がトップ賞となり、スポンサー企業などから提供された京都の名産品が贈られた。

### 2008年3月31日 -現在[いつ?]
新たにアシスタントとして遠藤奈美（KBSアナウンサー）が加わり、桑原と2人での進行となる。また、問題数が3問に削減され、記述式の出題比率が増加したほか、3問目はそれまで解答者の1人であった梅嘉の出題による「教えて！梅嘉姐さん」（芸妓・舞妓や花街に関する問題）にほぼ固定された。
正解すればポイントとして金色の扇子の置物が与えられ、また正解に近い解答、またはユニークな解答をしたと判断された場合には瓢箪の置物が与えられた（このポイントシステムは、『さんまのSUPERからくりTV』（TBS系）に酷似している）。全問正解で「おもしろ京都検定1級」の合格証が贈られた。ただし、2問正解の場合でも桑原の裁量によって「合格」とされるケースがあった。特に女性陣、中でも市田ひろみに対しては甘い判定をすることが多かった。
この合格証が10個貯まると「おもしろ京都検定・師範」に認定され、「豪華賞品」が贈られるルールとなっていた。2009年2月23日の放送で市田が最初の師範認定となり、翌週3月2日の放送で「豪華賞品」のイノシシ1頭（分の肉）が贈られた（その獲得までの道中も、通常のクイズとして出題された）。
なお、解答者は3人+お笑いコンビ1組の形になった。お笑いコンビについては基本的に「ボケる」解答が義務付けられており、瓢箪ポイントを獲得するのがほとんどだった。それでも時々正解したり、まれに「合格」したりすることもあった。

### 番組終了へ
後述するように、この番組は幅広い地域に番販されるにまで至ったが、KBS京都では2008年春以降、CM枠がスポンサー企業のCM15秒×2本を除き、全て公共広告機構（現：ACジャパン）のもので埋められるという状況に陥っていた。一時はプロデューサーが桑原に個人スポンサー方式での出資を要請する事態に至ったが、桑原は要請を固辞したまま司会を続けた。
そして2009年4月30日に関西テレビ☆京都チャンネルが廃局となることから、番組も同年3月30日放送分をもって終了した。
なお最終回は、前の回までに合格証9個で並んだ原田伸郎とメラニー・グリーンによる「師範」認定決定戦で、結果メラニー・グリーンが2代目「師範」認定となり、「豪華賞品」として祇園の芸妓らとのお座敷遊びを楽しんだ。

## 出演者

### 番組終了時のレギュラー出演者
- 桑原征平（京都市出身のフリーアナウンサー、大阪芸術大学教授、元関西テレビアナウンサー）
- 遠藤奈美（KBS京都アナウンサー）
- 塩見祐子（ナレーション／当時KBS京都アナウンサー）

### 途中降板したレギュラー出演者
- 佐藤一男（キーワード）
- 芦田ないる（アシスタント・リポーター）
- 多聞恵美（リポーター）

### ゲスト解答者
- 原田伸郎
- 梅嘉
- 茂山宗彦
- 茂山逸平
- 南久美子
- 桂春蝶（旧名：桂春菜）
- 森脇健児
- ジェフ・バーグランド
- 市田ひろみ
- ばんばひろふみ
- 司太夫
- 笹岡隆甫
- 大奈
- 内田奈織
- 藤田瞳
- 笑福亭晃瓶
- にしゃんた
- 相羽秋夫
- 頭川展子
- メラニー・グリーン
- 田渕岩夫
- 梶浦梶子
- ジャンクション
- ギャロップ
- ダイアン

## スタッフ

### 番組終了時のスタッフ
- 監修 : 山路興造（元京都市歴史資料館館長）
- 題字 : 南久美子
- ディレクター : 野村大輔、西井直英、宮川青、三浦友広、児島英行（KBS京都）
- プロデューサー : 村田一彦（KBS京都）、古江薫（関西テレビ☆京都チャンネル）、髙井久雄（KMC）
- 制作 : KMC京都メディアセンター
- 制作著作 : KBS京都、関西テレビ☆京都チャンネル

### 途中まで参加していたスタッフ
- プロデューサー : 赤部史夫（関西テレビ☆京都チャンネル）

## 放送局一覧
関西テレビ☆京都チャンネル（関西テレビ放送メディア事業局）が制作に加わっていることもあり、独立UHF局のほかに北陸地方以西のFNS系列局でも放送されていた。
| 放送地域       | 放送局                    | 放送区分       | 放送時間                                                                            |
| -------------- | ------------------------- | -------------- | ----------------------------------------------------------------------------------- |
| 京都府         | KBS京都（地上波制作局）   | 独立UHF局      | 月曜日 21:30 - 22:00 （番組開始時） 月曜日 21:25 - 21:55 再放送：日曜日 7:30 - 8:00 |
| 三重県         | 三重テレビ                | 独立UHF局      | 月曜日 12:30 - 13:00                                                                |
| 富山県         | 富山テレビ                | フジテレビ系列 | 単発                                                                                |
| 石川県         | 石川テレビ                | フジテレビ系列 | 単発                                                                                |
| 福井県         | 福井テレビ                | フジテレビ系列 | 金曜日 15:25 - 15:55                                                                |
| 兵庫県         | サンテレビ                | 独立UHF局      | 金曜日 20:54 - 21:24                                                                |
| 岡山県・香川県 | 岡山放送                  | フジテレビ系列 | 火曜日 25:55 - 26:25                                                                |
| 愛媛県         | テレビ愛媛                | フジテレビ系列 | 水曜日 24:50 - 25:20                                                                |
| 高知県         | 高知さんさんテレビ        | フジテレビ系列 | 月曜日 26:05 - 26:35                                                                |
| 大分県         | テレビ大分                | クロスネット局 | 単発                                                                                |
| 熊本県         | テレビ熊本                | フジテレビ系列 | 水曜日 15:30 - 16:00                                                                |
| 宮崎県         | テレビ宮崎                | クロスネット局 | 単発                                                                                |
| 鹿児島県       | 鹿児島テレビ              | フジテレビ系列 | 木曜日 26:10 - 26:40                                                                |
| 日本全域       | 関西テレビ☆京都チャンネル | CS放送         | 金曜日 11:30 - 12:00 再放送：土曜日・日曜日 16:00 - 16:30 日曜日 09:30 - 10:00      |